# Lützelbach
Lützelbach é um município da Alemanha, situado no distrito de Odenwaldkreis, no estado de Hesse. Tem 35,46 km² de área, e sua população em 2019 foi estimada em 6.891 habitantes.